# Multi Kontra Culti vs. Irony
Multi Kontra Culti vs. Irony - album Gogol Bordello wydany w 2002 roku przez Rubric Records.
1. When The Trickster Starts A-Poking (Bordello Kind Of Guy)  - 5:06
2. Occurrence On The Border (Hopping On A Pogo-Gypsy Stick) - 3:26
3. Haltura - 5:01
4. Let's Get Radical - 3:59
5. Smarkatch - 3:14
6. Future Kings - 4:40
7. Punk Rock Parranda - 3:56
8. Through The Roof 'n' Underground - 5:29
9. Baro Foro - 9:02
10. Hats Off To Kolpakoff - 2:21
11. Huliganjetta - 5:38